# Голландська хвороба
«Голландська хвороба» — гостра залежність економіки та бюджету від експорту одного-двох різновидів сировини, який забезпечує левову частку доходів держави; при цьому потреби населення в товарах і послугах задовольняються за рахунок імпорту, а власне виробництво розвивається слабко.
Це поняття було введено у 1977 році виданням «The Economist» для опису зниження виробничого сектора в Нідерландах після відкриття великої Гронінгенської області природного газу в 1959 році.

## Зміст явища
Ефект отримав свою назву від Гронінгенського газового родовища, відкритого в 1959 році на півночі Голландії. Швидке зростання експорту газу внаслідок освоєння родовища призвело до збільшення інфляції і безробіття, падіння експорту продукції обробної промисловості і темпів зростання доходів в 70-х рр. Зростання цін на нафту в середині 70-х і початку 80-х рр. викликало подібний ефект в Саудівській Аравії, Нігерії, Мексиці.
Різке збільшення експортних доходів за рахунок видобувного сектора економіки веде до додаткового припливу іноземної валюти в країну, що, в свою чергу, призводить до зміцнення національної валюти. Зміцнення національної валюти знижує конкурентоспроможність продукції обробних галузей, що веде до скорочення випуску і експорту даної продукції і може призвести до зростання безробіття. При цьому збільшується імпорт, знижується чистий експорт і, в кінцевому підсумку, валовий внутрішній продукт.
Крім того, різке зростання доходів створює додатковий попит як на переміщувані товари (ті, які можна експортувати або імпортувати), так і на непереміщувані товари (ті, які експортувати не можна — наприклад, нерухомість). Оскільки переміщувані товари беруть участь в міжнародній конкуренції, додатковий попит не завдає істотного впливу на їх ціну (за умови, що країна є малою щодо світової економіки). Однак ціна товарів, що не торгуються визначається рівновагою на внутрішньому ринку (рівністю попиту та пропозиції). Тому різке збільшення попиту на них веде до зростання цін (інфляції).
Збільшення доходів сервісного сектору, що не конкурує з зовнішніми виробниками (виробляє товар, що не торгується), стимулює його зростання. Цей ефект може деякий час підтримувати зростання ВВП, маскуючи скорочення виробництва в обробних галузях. Це означає, що один із наслідків «голландської хвороби» — істотні відмінності економічних умов для різних секторів економіки. Розвиток сервісного сектора на тлі занепаду обробних галузей служить однією з ознак «голландської хвороби».
У довгостроковій перспективі «голландська хвороба» призводить до переміщення ресурсів із обробного сектора в сировинний і сервісний, які створюють меншу величину доданої вартості. Крім того, тривала залежність економіки від експорту природних ресурсів послаблює стимули для розвитку обробних галузей і створення нових технологій.
В першу чергу деградують і втрачають позиції найбільш динамічні наукомісткі галузі. Це пов'язано з необхідністю для них постійних масштабних інвестицій в оновлення технологій і продукції. Падіння рентабельності внаслідок зростання курсу національної валюти веде до скорочення інвестицій, технологічного відставання, і відходу з ринку. Традиційні галузі, що не мають гострої потреби в оновленні технологій, можуть протриматися значно довше.
Отже, приплив капіталу в країну збільшує споживчий попит, проте починає відчуватися тиск «голландської хвороби»: промисловість не встигає за ростом доходів, що посилює інфляцію. При тому, що саме технічний прогрес, а не накопичення факторів виробництва, є джерелом довгострокового зростання.

## Механізм впливу
Розглянемо більш детально механізм, через дії якого голландська хвороба завдає шкоди економіці. Внаслідок того, що корисні копалини (особливо якщо мова йде про паливні ресурси) коштують на світовому ринку дуже дорого, держава починає експорт цих ресурсів на світовий ринок, у результаті чого відбувається серйозний приплив іноземної валюти в країну. Збільшення валютних резервів приводить до зміцнення як номінального, так і реального курсу національної валюти. І з цього моменту спостерігаються негативні ефекти:
1. внаслідок підвищення курсу власної валюти ціна імпорту для країни знижується. Через це збільшується кількість імпортованої продукції. У той же час експортування продуктів, крім вищезазначених ресурсів, вже не здається настільки привабливим. Як результат, спостерігається істотне зниження показників чистого експорту і перекіс в його структурі;
2. через те, що видобувний сектор тепер здається більш прибутковим, починаються структурні зміни в економіці — занепад обробної промисловості. У той же час внаслідок зростання доходів населення сфера послуг може деякий час продовжувати розвиватися, в результаті чого зростання ВВП може залишатися на колишньому рівні, що буде маскувати негативний вплив голландської хвороби;
3. приплив валюти стає причиною зовнішнього поліпшення життя, зокрема, збільшення доходів населення (тут відіграє роль вже політичний чинник — уряд із метою забезпечити собі популярність намагається підвищити зарплати, не думаючи про те, що вони не підтверджені реальним зростанням економіки). Таким чином, підвищується і сукупний попит, який вже не може бути задоволений наявною на ринку пропозицією. У результаті відбувається інфляція.

Цікаво, що в 1955 році тоді ще студент-економіст Рибчинський довів, що різке зростання одних галузей в економіці пригнічує інші. Таким чином, теорема Рибчинського і голландська хвороба нерозривно пов'язані: перша є теоретичною моделлю, а друга — її практичним втіленням.

## Голландська хвороба в Україні
У зв'язку зі значною залежністю національної економіки від кон'юнктури на світових сировинних ринках в Україні мають місце феномен «голландської хвороби» та рецидив «прокляття ресурсів», які сприяють поглибленню проявів сировинної рецесії і гальмують процеси інноваційно-технологічної модернізації сфери матеріального виробництва. Сировинна орієнтація національної економіки поглиблюється у зв'язку з пролонгацією мораторію на вільний оборот сільськогосподарських земель, збереженням рудиментів командно-адміністративної системи в управлінні лісовим господарством, виснажливим і розбалансованим використанням мінеральної сировини.
Квінтесенцією нееквівалентного перерозподілу природно-ресурсної ренти за користування надрами з метою видобутку корисних копалин є ситуація на ринку природного газу власного видобутку, де має місце необґрунтоване зростання цін на даний енергетичний ресурс, за якими він продається громадянам України. Зрушення в структурі українського експорту, проявом чого стало переважання питомої ваги продукції аграрного сектора над часткою металопродукції, не наблизило Україну до глобальних ланцюгів доданої вартості. Незважаючи на зменшення питомої ваги продукції гірничо-металургійного комплексу в структурі експорту у 2015 році порівняно з 2007 роком, сировинна орієнтація української економіки надалі поглиблюється у зв'язку зі збільшенням обсягів експорту залізної руди. Зростання в цілому у 2015 році обсягів експорту сільськогосподарської та продовольчої продукції порівняно з початком 2000-х років супроводжувалося зменшенням питомої ваги експорту цієї продукції з високою доданою вартістю. Монополізація вертикально інтегрованими підприємницькими об'єднаннями холдингового типу аграрних ринків та концентрація ними значного банку сільськогосподарських земель негативним чином вплинули на інвестиційну привабливість аграрного сектора, що призвело до скорочення прямих іноземних інвестицій в сільське, лісове та мисливське господарство (у 2015 році обсяг прямих іноземних інвестицій в сільське, лісове та мисливське господарство порівняно з 2008 роком знизився на 302,6 млн дол).
Причиною виникнення українського феномену «голландської хвороби» та вітчизняного рецидиву «ресурсного прокляття» став багаторічний перерозподіл природно-ресурсної ренти на користь корпоративного сектора, що стимулювало максимально можливе залучення у господарський обіг мінерально-сировинних ресурсів і не спонукало до масового впровадження інноваційних технологій і повторного використання вторинної сировини. Надмірна залежність національної економіки від кон'юнктури на світових сировинних ринках призвела до виникнення вітчизняного феномену сировинної гривні, що прив'язало курсову стабільність національної валюти та потенціал розкручування інфляційно-девальваційної спіралі до динаміки цін на зернові і чорні метали і поглибило прояви «голландської хвороби» та «ресурсного прокляття».